# Tambourella sphaerogaster
Tambourella sphaerogaster är en tvåvingeart som beskrevs av Toyohi Okada 1980. Tambourella sphaerogaster ingår i släktet Tambourella och familjen daggflugor. Inga underarter finns listade i Catalogue of Life.